# 2014年のワールドシリーズ
2014年の野球において、メジャーリーグベースボール（MLB）優勝決定戦の第110回ワールドシリーズ（英語: 110th World Series）は、10月21日から29日にかけて計7試合が開催された。その結果、サンフランシスコ・ジャイアンツ（ナショナルリーグ）がカンザスシティ・ロイヤルズ（アメリカンリーグ）を4勝3敗で下し、2年ぶり8回目の優勝を果たした。
地区優勝を逃した中で高勝率の球団にポストシーズン出場枠を与えるワイルドカード制度が1994年に導入されて以来、該当球団どうしがワールドシリーズで対戦するのは2002年以来12年ぶり2度目で、2012年にワイルドカードゲームが創設されてからは初めて。ジャイアンツは敵地での最終第7戦を制して優勝を決めたが、これは1979年のピッツバーグ・パイレーツ以来35年ぶりである。シリーズMVPには、第5戦に先発登板して完封勝利を挙げるなど、3試合21.0イニングで2勝1セーブ・防御率0.43という成績を残したジャイアンツのマディソン・バンガーナーが選出された。
今シリーズは、バド・セリグがMLB機構の第9代コミッショナー在任中に開催された最後のワールドシリーズだった。また、ビデオ判定の対象が本塁打に関係するプレイのみからほぼすべてのプレイに拡大されて以来初のシリーズでもあり、第4戦の6回裏にはシリーズ史上初の "チャレンジ" が行われた。

## ワールドシリーズまでの道のり

### 両チームの2014年
10月15日にまずアメリカンリーグでロイヤルズ（中地区）が、そして16日にはナショナルリーグでジャイアンツ（西地区）が、それぞれリーグ優勝を決めてワールドシリーズへ駒を進めた。
ロイヤルズは直近2年連続で地区3位ながら、勝敗を2012年の72勝90敗から2013年は86勝76敗に向上させた。アレックス・ゴードンやグレッグ・ホランドら生え抜きが消化試合ではないシーズン終盤の戦いを初めて経験し、エースのジェームズ・シールズも契約が残り1年となったことから、2014年は勝負の年に位置づけられた。この年は前半戦を地区首位デトロイト・タイガースと6.5ゲーム差の2位で終え、8月上旬には8連勝で首位に立つ。その後はタイガースと地区優勝を、ともに西地区のオークランド・アスレチックスやシアトル・マリナーズらとワイルドカードを争った。地区2位で迎えた9月26日にはポストシーズン進出を決め、当時の北米4大プロスポーツリーグで最長となる28年連続ポストシーズン逸に終止符を打った。ただ、残り2試合で逆転地区優勝を目指したが、タイガースに1.0ゲーム差及ばず第1ワイルドカードにまわった。平均得点4.02はリーグ9位、防御率3.51はリーグ4位。リーグ最多の153盗塁を記録するなど足を使った攻撃、左中間のゴードンとロレンゾ・ケインを中心とした堅い守備、終盤3イニングの継投を盤石にしたホランドら救援投手陣、といったスモールボールがチームの強みとなった。ポストシーズンでは、ワイルドカードゲームでアスレチックスを相手に延長12回逆転サヨナラ勝ちすると、地区シリーズではロサンゼルス・エンゼルスに3連勝、リーグ優勝決定戦ではボルチモア・オリオールズに4連勝、と初戦から負けなしの8戦全勝でシリーズ進出を果たした。
ジャイアンツは、2012年のワールドシリーズ優勝から一転して2013年は76勝86敗の負け越しに沈んだ。オフの動きはハンター・ペンスやティム・リンスカムらFA選手との再契約が中心となり、新たな補強は先発ローテーションにティム・ハドソンを加えるなど小規模にとどまった。2014年は5月の1か月間だけで20勝を挙げるなど、シーズン序盤は調子が良かった。6月8日終了時点では43勝21敗で勝率が.672に達し、2位とのゲーム差を10.0にまで広げた。ところがその後は成績が下降線を辿り、7月4日にはロサンゼルス・ドジャースに抜かれて2位に落ちた。7月21日には先発投手のマット・ケインが右肘痛で故障者リスト入りし、その穴埋めにトレードでジェイク・ピービーを獲得した。ピービーは移籍後の12先発で防御率2.14と好投したが、チームは後半戦もドジャースに追いつくことができず地区2位に定着、そのまま9月26日に第2ワイルドカードでのポストシーズン進出を決めた。平均得点4.10はリーグ5位、防御率3.50はリーグ7位。投手陣はケインの故障離脱や抑え投手セルジオ・ロモの不振といった想定外の事態にも耐え、打線は犠牲フライ数でリーグ最多となるなど好機を逃さず得点を重ねた。ポストシーズンでは、ピッツバーグ・パイレーツと敵地で対戦したワイルドカードゲームに8－0の完勝を収め、ワシントン・ナショナルズとの地区シリーズは3勝1敗で突破する。そしてリーグ優勝決定戦ではセントルイス・カージナルスを4勝1敗で破り、2年ぶりにシリーズへの出場権を得た。
ロイヤルズは29年ぶり出場のポストシーズンを無敗で勝ち上がり、ジャイアンツは2010年・2012年に続くここ5年で3度目の王座を狙う。そのため、この両者の対戦を "Destiny（運命）とDynasty（王朝）の戦い" と呼ぶ声があがった。また、両チームともレギュラーシーズン90勝未満であることなどを理由にあるメディアが "最低のワールドシリーズ" と呼び、別のメディアがそれに対する反論をするといった論争が、シリーズ開幕前から繰り広げられた。

### ホームフィールド・アドバンテージ
7月15日にミネソタ州ミネアポリスのターゲット・フィールドで開催されたオールスターゲームは、アメリカンリーグがナショナルリーグに5－3で勝利した。この結果、ワールドシリーズの第1・2・6・7戦を本拠地で開催できる "ホームフィールド・アドバンテージ" は、アメリカンリーグ優勝チームに与えられることになった。このオールスターには、ロイヤルズからはアレックス・ゴードンとサルバドール・ペレスの野手2人、そして投手のグレッグ・ホランドが名を連ねた。一方のジャイアンツからは、まず野手のハンター・ペンスと投手のマディソン・バンガーナーが選出され、バンガーナーがオールスター登板不可となると、ティム・ハドソンが追加招集された。試合では、7回表二死無走者の場面でホランドとペンスの対戦があり、ホランドが三ゴロに抑えている。

## 両チームの過去の対戦
ワールドシリーズでこの2チームが対戦するのは、今回が初めてである。1997年から始まったレギュラーシーズン中のインターリーグでは、これまで2003年・2005年・2008年・2014年にそれぞれ3試合ずつ、計12試合が行われ、ロイヤルズが9勝3敗で勝ち越している。直近の対戦は、この年の8月8日から10日にかけて組まれたロイヤルズの本拠地カウフマン・スタジアムでの3連戦で、ロイヤルズが3連勝のいわゆる "スウィープ" を果たした。ただ、これはジャイアンツが18試合5勝13敗と不調のまっただ中にあるときの対戦だったため、ロイヤルズの選手からは「何の参考にもなりゃしない」「あのときのジャイアンツと今のジャイアンツはまったく別のチーム」などと気を引き締める発言が相次いだ。

## ロースター
両チームの出場選手登録（ロースター）は以下の通り。
- 名前の横の★はこの年のオールスターゲームに選出された選手を、＃はレギュラーシーズン開幕後に入団した選手を、◎はリーグ優勝決定戦MVP受賞者を示す。
- 年齢は今シリーズ開幕時点でのもの。

| カンザスシティ・ロイヤルズ | カンザスシティ・ロイヤルズ | カンザスシティ・ロイヤルズ | カンザスシティ・ロイヤルズ | カンザスシティ・ロイヤルズ | カンザスシティ・ロイヤルズ | カンザスシティ・ロイヤルズ | カンザスシティ・ロイヤルズ | カンザスシティ・ロイヤルズ | サンフランシスコ・ジャイアンツ | サンフランシスコ・ジャイアンツ | サンフランシスコ・ジャイアンツ | サンフランシスコ・ジャイアンツ | サンフランシスコ・ジャイアンツ | サンフランシスコ・ジャイアンツ | サンフランシスコ・ジャイアンツ | サンフランシスコ・ジャイアンツ | サンフランシスコ・ジャイアンツ |
| 守備位置                   | 背番号                     | 出身                       | 選手                       | 投                         | 打                         | 年齢                       | ワールドシリーズ経験       | ワールドシリーズ経験       | 守備位置                       | 背番号                         | 出身                           | 選手                           | 投                             | 打                             | 年齢                           | ワールドシリーズ経験           | ワールドシリーズ経験           |
| 守備位置                   | 背番号                     | 出身                       | 選手                       | 投                         | 打                         | 年齢                       | 出場                       | 優勝                       | 守備位置                       | 背番号                         | 出身                           | 選手                           | 投                             | 打                             | 年齢                           | 出場                           | 優勝                           |
| -------------------------- | -------------------------- | -------------------------- | -------------------------- | -------------------------- | -------------------------- | -------------------------- | -------------------------- | -------------------------- | ------------------------------ | ------------------------------ | ------------------------------ | ------------------------------ | ------------------------------ | ------------------------------ | ------------------------------ | ------------------------------ | ------------------------------ |
| 投手                       | 55                         | アメリカ合衆国の旗         | ティム・コリンズ           | 左                         | 左                         | 25                         | 初                         | なし                       | 投手                           | 41                             | アメリカ合衆国の旗             | ジェレミー・アフェルト         | 左                             | 左                             | 35                             | 2年ぶり4回目                   | 2回                            |
| 投手                       | 17                         | アメリカ合衆国の旗         | ウェイド・デービス         | 右                         | 右                         | 29                         | 初                         | なし                       | 投手                           | 40                             | アメリカ合衆国の旗             | マディソン・バンガーナー★◎     | 左                             | 右                             | 25                             | 2年ぶり3回目                   | 2回                            |
| 投手                       | 41                         | アメリカ合衆国の旗         | ダニー・ダフィー           | 左                         | 左                         | 25                         | 初                         | なし                       | 投手                           | 46                             | ドミニカ共和国の旗             | サンティアゴ・カシーヤ         | 右                             | 右                             | 34                             | 2年ぶり3回目                   | 2回                            |
| 投手                       | 27                         | アメリカ合衆国の旗         | ブランドン・フィネガン＃   | 左                         | 左                         | 21                         | 初                         | なし                       | 投手                           | 17                             | アメリカ合衆国の旗             | ティム・ハドソン★              | 右                             | 右                             | 39                             | 初                             | なし                           |
| 投手                       | 54                         | アメリカ合衆国の旗         | ジェイソン・フレイザー＃   | 右                         | 右                         | 37                         | 初                         | なし                       | 投手                           | 55                             | アメリカ合衆国の旗             | ティム・リンスカム             | 右                             | 左                             | 30                             | 2年ぶり3回目                   | 2回                            |
| 投手                       | 11                         | アメリカ合衆国の旗         | ジェレミー・ガスリー       | 右                         | 右                         | 35                         | 初                         | なし                       | 投手                           | 49                             | プエルトリコの旗               | ハビアー・ロペス               | 左                             | 左                             | 37                             | 2年ぶり4回目                   | 3回                            |
| 投手                       | 40                         | ドミニカ共和国の旗         | ケルビン・ヘレーラ         | 右                         | 右                         | 24                         | 初                         | なし                       | 投手                           | 63                             | ベネズエラの旗                 | ジーン・マチー                 | 右                             | 右                             | 32                             | 初                             | なし                           |
| 投手                       | 56                         | アメリカ合衆国の旗         | グレッグ・ホランド★        | 右                         | 右                         | 28                         | 初                         | なし                       | 投手                           | 22                             | アメリカ合衆国の旗             | ジェイク・ピービー＃           | 右                             | 右                             | 33                             | 2年連続2回目                   | 1回                            |
| 投手                       | 33                         | アメリカ合衆国の旗         | ジェームズ・シールズ       | 右                         | 右                         | 32                         | 6年ぶり2回目               | なし                       | 投手                           | 52                             | ベネズエラの旗                 | ヤスメイロ・ペティット         | 右                             | 右                             | 29                             | 初                             | なし                           |
| 投手                       | 51                         | アメリカ合衆国の旗         | ジェイソン・バルガス       | 左                         | 左                         | 31                         | 初                         | なし                       | 投手                           | 54                             | アメリカ合衆国の旗             | セルジオ・ロモ                 | 右                             | 右                             | 31                             | 2年ぶり3回目                   | 2回                            |
| 投手                       | 30                         | ドミニカ共和国の旗         | ヨーダノ・ベンチュラ       | 右                         | 右                         | 23                         | 初                         | なし                       | 投手                           | 60                             | アメリカ合衆国の旗             | ハンター・ストリックランド     | 右                             | 右                             | 26                             | 初                             | なし                           |
| 捕手                       | 19                         | アメリカ合衆国の旗         | エリック・クラッツ＃       | 右                         | 右                         | 34                         | 初                         | なし                       | 投手                           | 32                             | アメリカ合衆国の旗             | ライアン・ボーグルソン         | 右                             | 右                             | 37                             | 2年ぶり2回目                   | 1回                            |
| 捕手                       | 13                         | ベネズエラの旗             | サルバドール・ペレス★      | 右                         | 右                         | 24                         | 初                         | なし                       | 捕手                           | 28                             | アメリカ合衆国の旗             | バスター・ポージー             | 右                             | 右                             | 27                             | 2年ぶり3回目                   | 2回                            |
| 内野手                     | 16                         | アメリカ合衆国の旗         | ビリー・バトラー           | 右                         | 右                         | 28                         | 初                         | なし                       | 捕手                           | 34                             | アメリカ合衆国の旗             | アンドリュー・スーサック       | 右                             | 右                             | 24                             | 初                             | なし                           |
| 内野手                     | 2                          | ベネズエラの旗             | アルシデス・エスコバー     | 右                         | 右                         | 27                         | 初                         | なし                       | 内野手                         | 13                             | ドミニカ共和国の旗             | ホアキン・アリアス             | 右                             | 右                             | 30                             | 2年ぶり2回目                   | 1回                            |
| 内野手                     | 35                         | アメリカ合衆国の旗         | エリック・ホズマー         | 左                         | 左                         | 24                         | 初                         | なし                       | 内野手                         | 9                              | アメリカ合衆国の旗             | ブランドン・ベルト             | 左                             | 左                             | 26                             | 2年ぶり2回目                   | 1回                            |
| 内野手                     | 14                         | ベネズエラの旗             | オマー・インファンテ       | 右                         | 右                         | 32                         | 2年ぶり3回目               | なし                       | 内野手                         | 35                             | アメリカ合衆国の旗             | ブランドン・クロフォード       | 右                             | 左                             | 27                             | 2年ぶり2回目                   | 1回                            |
| 内野手                     | 8                          | アメリカ合衆国の旗         | マイク・ムスタカス         | 右                         | 左                         | 26                         | 初                         | なし                       | 内野手                         | 50                             | アメリカ合衆国の旗             | マット・ダフィー               | 右                             | 右                             | 23                             | 初                             | なし                           |
| 内野手                     | 12                         | アメリカ合衆国の旗         | ジェイソン・ニックス＃     | 右                         | 右                         | 32                         | 初                         | なし                       | 内野手                         | 12                             | アメリカ合衆国の旗             | ジョー・パニック               | 右                             | 左                             | 23                             | 初                             | なし                           |
| 外野手                     | 23                         | 日本の旗                   | 青木宣親                   | 右                         | 左                         | 32                         | 初                         | なし                       | 内野手                         | 48                             | ベネズエラの旗                 | パブロ・サンドバル             | 右                             | 両                             | 28                             | 2年ぶり3回目                   | 2回                            |
| 外野手                     | 6                          | アメリカ合衆国の旗         | ロレンゾ・ケイン◎          | 右                         | 右                         | 28                         | 初                         | なし                       | 外野手                         | 7                              | ベネズエラの旗                 | グレゴール・ブランコ           | 左                             | 左                             | 30                             | 2年ぶり2回目                   | 1回                            |
| 外野手                     | 1                          | アメリカ合衆国の旗         | ジャロッド・ダイソン       | 右                         | 左                         | 30                         | 初                         | なし                       | 外野手                         | 45                             | アメリカ合衆国の旗             | トラビス・イシカワ＃           | 左                             | 左                             | 31                             | 4年ぶり2回目                   | 1回                            |
| 外野手                     | 4                          | アメリカ合衆国の旗         | アレックス・ゴードン★      | 右                         | 左                         | 30                         | 初                         | なし                       | 外野手                         | 38                             | アメリカ合衆国の旗             | マイケル・モース               | 右                             | 右                             | 32                             | 初                             | なし                           |
| 外野手                     | 0                          | アメリカ合衆国の旗         | テレンス・ゴア             | 右                         | 右                         | 23                         | 初                         | なし                       | 外野手                         | 8                              | アメリカ合衆国の旗             | ハンター・ペンス★              | 右                             | 右                             | 31                             | 2年ぶり2回目                   | 1回                            |
| 外野手                     | 7                          | アメリカ合衆国の旗         | ジョシュ・ウィリンガム＃   | 右                         | 右                         | 35                         | 初                         | なし                       | 外野手                         | 2                              | ドミニカ共和国の旗             | フアン・ペレス                 | 右                             | 右                             | 27                             | 初                             | なし                           |

ロイヤルズはリーグ優勝決定戦のロースターから内野手を入れ替え、クリスチャン・コローンを外してジェイソン・ニックスを登録した。コローンはポストシーズン開幕以来ずっとロースター入りしていたが、出場機会はワイルドカードゲームとリーグ優勝決定戦・第2戦の2試合で計2打席しかなかった。一方のニックスはワイルドカードゲームに出場したあと、地区シリーズからはロースターを外れていた。コローンからニックスへの入れ替えについて監督のネッド・ヨストは、指名打者制が採用されない敵地AT&Tパークでの試合においてダブルスイッチが必要な場合に備え、より守備的な選手を入れたと説明している。これに対してジャイアンツは、リーグ優勝決定戦からのロースター変更はない。
ロイヤルズの救援投手ブランドン・フィネガンは、この年6月のドラフトで1巡目・全体17位指名を受けてプロ入りしたばかりの新人である。ドラフト終了後、彼が在籍するテキサスクリスチャン大学は全米大学体育協会（NCAA）ディビジョンIのトーナメントを勝ち上がってカレッジ・ワールドシリーズに進出、彼自身も大会で登板していた。もし今シリーズで彼が登板した場合、彼は同じ年にカレッジ・ワールドシリーズとMLBワールドシリーズの両方に出場する史上初の選手となる。
ジャイアンツがワールドシリーズに出場するのは、2010年と2012年に続き、直近5年でこれが3度目である。この3回のシリーズすべてでロースター入りした選手は8人おり、このうち先発投手のマディソン・バンガーナーと捕手のバスター・ポージーは、2010年が実質メジャー1年目だった。実質1年目から5年間で3度のシリーズ出場は、ニューヨーク・ヤンキースのデレク・ジーター、アンディ・ペティットとホルヘ・ポサダ、マリアノ・リベラのいわゆる "コア4" 以来である。

## 開幕前の予想
ESPNが自社の記者28人にどちらがシリーズを制するか予想させたところ、ジャイアンツ勝利予想が16人に対しロイヤルズ勝利予想が12人という結果となった。『スポーツ・イラストレイテッド』も同様の企画を記者6人で実施し、こちらでは6人中4人がジャイアンツを支持した。その一方で『USAトゥデイ』の企画では、記者7人のうちロイヤルズ勝利予想が4人でジャイアンツ勝利予想の3人を上回った。またCBSスポーツの企画でも、記者4人中ジャイアンツ支持はひとりだけで、残りの3人はロイヤルズを支持した。

## 試合結果
2014年のワールドシリーズは10月21日に開幕し、途中に移動日を挟んで9日間で7試合が行われた。日程・結果は以下の通り。
| 日付                                                          | 試合  | ビジター球団（先攻）           | スコア | ホーム球団（後攻）             | 開催球場               | 開催球場                         |
| ------------------------------------------------------------- | ----- | ------------------------------ | ------ | ------------------------------ | ---------------------- | -------------------------------- |
| 10月21日（火）                                                | 第1戦 | サンフランシスコ・ジャイアンツ | 7－1   | カンザスシティ・ロイヤルズ     | カウフマン・スタジアム | カウフマン・スタジアムAT&Tパーク |
| 10月22日（水）                                                | 第2戦 | サンフランシスコ・ジャイアンツ | 2－7   | カンザスシティ・ロイヤルズ     | カウフマン・スタジアム | カウフマン・スタジアムAT&Tパーク |
| 10月23日（木）                                                |       | 移動日                         | 移動日 | 移動日                         |                        | カウフマン・スタジアムAT&Tパーク |
| 10月24日（金）                                                | 第3戦 | カンザスシティ・ロイヤルズ     | 3－2   | サンフランシスコ・ジャイアンツ | AT&Tパーク             | カウフマン・スタジアムAT&Tパーク |
| 10月25日（土）                                                | 第4戦 | カンザスシティ・ロイヤルズ     | 4－11  | サンフランシスコ・ジャイアンツ | AT&Tパーク             | カウフマン・スタジアムAT&Tパーク |
| 10月26日（日）                                                | 第5戦 | カンザスシティ・ロイヤルズ     | 0－5   | サンフランシスコ・ジャイアンツ | AT&Tパーク             | カウフマン・スタジアムAT&Tパーク |
| 10月27日（月）                                                |       | 移動日                         | 移動日 | 移動日                         |                        | カウフマン・スタジアムAT&Tパーク |
| 10月28日（火）                                                | 第6戦 | サンフランシスコ・ジャイアンツ | 0－10  | カンザスシティ・ロイヤルズ     | カウフマン・スタジアム | カウフマン・スタジアムAT&Tパーク |
| 10月29日（水）                                                | 第7戦 | サンフランシスコ・ジャイアンツ | 3－2   | カンザスシティ・ロイヤルズ     | カウフマン・スタジアム | カウフマン・スタジアムAT&Tパーク |
| 優勝：サンフランシスコ・ジャイアンツ（4勝3敗 / 2年ぶり8度目） |       |                                |        |                                |                        | カウフマン・スタジアムAT&Tパーク |

### 第1戦 10月21日
- カウフマン・スタジアム（ミズーリ州カンザスシティ）

|                                | 1 | 2 | 3 | 4 | 5 | 6 | 7 | 8 | 9 | R | H  | E |
| ------------------------------ | - | - | - | - | - | - | - | - | - | - | -- | - |
| サンフランシスコ・ジャイアンツ | 3 | 0 | 0 | 2 | 0 | 0 | 2 | 0 | 0 | 7 | 10 | 1 |
| カンザスシティ・ロイヤルズ     | 0 | 0 | 0 | 0 | 0 | 0 | 1 | 0 | 0 | 1 | 4  | 1 |

1. 勝利：マディソン・バンガーナー（1勝）
2. 敗戦：ジェームズ・シールズ（1敗）
3. 本塁打
SF：ハンター・ペンス1号2ラン
KC：サルバドール・ペレス1号ソロ
4. 審判
［球審］ジェリー・ミールズ
［塁審］一塁: エリック・クーパー、二塁: ジム・レイノルズ、三塁: テッド・バレット
［外審］左翼: ハンター・ウェンデルステット、右翼: ジェフ・ケロッグ
5. 試合開始時刻: 中部夏時間（UTC-5）午後7時8分  試合時間: 3時間32分  観客: 4万459人  気温: 66°F（18.9°C）
詳細: MLB.com Gameday / ESPN.com / Baseball-Reference.com / FanGraphs

| サンフランシスコ・ジャイアンツ | サンフランシスコ・ジャイアンツ | サンフランシスコ・ジャイアンツ | サンフランシスコ・ジャイアンツ | サンフランシスコ・ジャイアンツ                                                                                     | カンザスシティ・ロイヤルズ | カンザスシティ・ロイヤルズ | カンザスシティ・ロイヤルズ | カンザスシティ・ロイヤルズ | カンザスシティ・ロイヤルズ                                                                                      |
| ------------------------------ | ------------------------------ | ------------------------------ | ------------------------------ | --- | -------------------------- | -------------------------- | -------------------------- | -------------------------- | --- |
| 打順                           | 守備                           | 選手                           | 打席                           | M・バンガーナーB・ポージーB・ベルトJ・パニックP・サンドバルB・クロフォードT・イシカワG・ブランコH・ペンスM・モース | 打順                       | 守備                       | 選手                       | 打席                       | J・シールズS・ペレスE・ホズマーO・インファンテM・ムスタカスA・エスコバーA・ゴードンL・ケイン青木宣親B・バトラー |
| 1                              | 中                             | G・ブランコ                    | 左                             | M・バンガーナーB・ポージーB・ベルトJ・パニックP・サンドバルB・クロフォードT・イシカワG・ブランコH・ペンスM・モース | 1                          | 遊                         | A・エスコバー              | 右                         | J・シールズS・ペレスE・ホズマーO・インファンテM・ムスタカスA・エスコバーA・ゴードンL・ケイン青木宣親B・バトラー |
| 2                              | 二                             | J・パニック                    | 左                             | M・バンガーナーB・ポージーB・ベルトJ・パニックP・サンドバルB・クロフォードT・イシカワG・ブランコH・ペンスM・モース | 2                          | 右                         | 青木宣親                   | 左                         | J・シールズS・ペレスE・ホズマーO・インファンテM・ムスタカスA・エスコバーA・ゴードンL・ケイン青木宣親B・バトラー |
| 3                              | 捕                             | B・ポージー                    | 右                             | M・バンガーナーB・ポージーB・ベルトJ・パニックP・サンドバルB・クロフォードT・イシカワG・ブランコH・ペンスM・モース | 3                          | 中                         | L・ケイン                  | 右                         | J・シールズS・ペレスE・ホズマーO・インファンテM・ムスタカスA・エスコバーA・ゴードンL・ケイン青木宣親B・バトラー |
| 4                              | 三                             | P・サンドバル                  | 両                             | M・バンガーナーB・ポージーB・ベルトJ・パニックP・サンドバルB・クロフォードT・イシカワG・ブランコH・ペンスM・モース | 4                          | 一                         | E・ホズマー                | 左                         | J・シールズS・ペレスE・ホズマーO・インファンテM・ムスタカスA・エスコバーA・ゴードンL・ケイン青木宣親B・バトラー |
| 5                              | 右                             | H・ペンス                      | 右                             | M・バンガーナーB・ポージーB・ベルトJ・パニックP・サンドバルB・クロフォードT・イシカワG・ブランコH・ペンスM・モース | 5                          | DH                         | B・バトラー                | 右                         | J・シールズS・ペレスE・ホズマーO・インファンテM・ムスタカスA・エスコバーA・ゴードンL・ケイン青木宣親B・バトラー |
| 6                              | 一                             | B・ベルト                      | 左                             | M・バンガーナーB・ポージーB・ベルトJ・パニックP・サンドバルB・クロフォードT・イシカワG・ブランコH・ペンスM・モース | 6                          | 左                         | A・ゴードン                | 左                         | J・シールズS・ペレスE・ホズマーO・インファンテM・ムスタカスA・エスコバーA・ゴードンL・ケイン青木宣親B・バトラー |
| 7                              | DH                             | M・モース                      | 右                             | M・バンガーナーB・ポージーB・ベルトJ・パニックP・サンドバルB・クロフォードT・イシカワG・ブランコH・ペンスM・モース | 7                          | 捕                         | S・ペレス                  | 右                         | J・シールズS・ペレスE・ホズマーO・インファンテM・ムスタカスA・エスコバーA・ゴードンL・ケイン青木宣親B・バトラー |
| 8                              | 左                             | T・イシカワ                    | 左                             | M・バンガーナーB・ポージーB・ベルトJ・パニックP・サンドバルB・クロフォードT・イシカワG・ブランコH・ペンスM・モース | 8                          | ニ                         | O・インファンテ            | 右                         | J・シールズS・ペレスE・ホズマーO・インファンテM・ムスタカスA・エスコバーA・ゴードンL・ケイン青木宣親B・バトラー |
| 9                              | 遊                             | B・クロフォード                | 左                             | M・バンガーナーB・ポージーB・ベルトJ・パニックP・サンドバルB・クロフォードT・イシカワG・ブランコH・ペンスM・モース | 9                          | 三                         | M・ムスタカス              | 左                         | J・シールズS・ペレスE・ホズマーO・インファンテM・ムスタカスA・エスコバーA・ゴードンL・ケイン青木宣親B・バトラー |
| 先発投手                       | 先発投手                       | 先発投手                       | 投球                           | M・バンガーナーB・ポージーB・ベルトJ・パニックP・サンドバルB・クロフォードT・イシカワG・ブランコH・ペンスM・モース | 先発投手                   | 先発投手                   | 先発投手                   | 投球                       | J・シールズS・ペレスE・ホズマーO・インファンテM・ムスタカスA・エスコバーA・ゴードンL・ケイン青木宣親B・バトラー |
| M・バンガーナー                | M・バンガーナー                | M・バンガーナー                | 左                             | M・バンガーナーB・ポージーB・ベルトJ・パニックP・サンドバルB・クロフォードT・イシカワG・ブランコH・ペンスM・モース | J・シールズ                | J・シールズ                | J・シールズ                | 右                         | J・シールズS・ペレスE・ホズマーO・インファンテM・ムスタカスA・エスコバーA・ゴードンL・ケイン青木宣親B・バトラー |

### 第2戦 10月22日
- カウフマン・スタジアム（ミズーリ州カンザスシティ）

|                                | 1 | 2 | 3 | 4 | 5 | 6 | 7 | 8 | 9 | R | H  | E |
| ------------------------------ | - | - | - | - | - | - | - | - | - | - | -- | - |
| サンフランシスコ・ジャイアンツ | 1 | 0 | 0 | 1 | 0 | 0 | 0 | 0 | 0 | 2 | 9  | 0 |
| カンザスシティ・ロイヤルズ     | 1 | 1 | 0 | 0 | 0 | 5 | 0 | 0 | X | 7 | 10 | 0 |

1. 勝利：ケルビン・ヘレーラ（1勝）
2. 敗戦：ジェイク・ピービー（1敗）
3. 本塁打
SF：グレゴール・ブランコ1号ソロ
KC：オマー・インファンテ1号2ラン
4. 審判
［球審］エリック・クーパー
［塁審］一塁: ジム・レイノルズ、二塁: テッド・バレット、三塁: ハンター・ウェンデルステット
［外審］左翼: ジェフ・ケロッグ、右翼: ジェリー・ミールズ
5. 試合開始時刻: 中部夏時間（UTC-5）午後7時8分  試合時間: 3時間25分  観客: 4万446人  気温: 67°F（19.4°C）
詳細: MLB.com Gameday / ESPN.com / Baseball-Reference.com / FanGraphs

| サンフランシスコ・ジャイアンツ | サンフランシスコ・ジャイアンツ | サンフランシスコ・ジャイアンツ | サンフランシスコ・ジャイアンツ | サンフランシスコ・ジャイアンツ                                                                                 | カンザスシティ・ロイヤルズ | カンザスシティ・ロイヤルズ | カンザスシティ・ロイヤルズ | カンザスシティ・ロイヤルズ | カンザスシティ・ロイヤルズ                                                                                        |
| ------------------------------ | ------------------------------ | ------------------------------ | ------------------------------ | --- | -------------------------- | -------------------------- | -------------------------- | -------------------------- | --- |
| 打順                           | 守備                           | 選手                           | 打席                           | J・ピービーB・ポージーB・ベルトJ・パニックP・サンドバルB・クロフォードT・イシカワG・ブランコH・ペンスM・モース | 打順                       | 守備                       | 選手                       | 打席                       | Y・ベンチュラS・ペレスE・ホズマーO・インファンテM・ムスタカスA・エスコバーA・ゴードンL・ケイン青木宣親B・バトラー |
| 1                              | 中                             | G・ブランコ                    | 左                             | J・ピービーB・ポージーB・ベルトJ・パニックP・サンドバルB・クロフォードT・イシカワG・ブランコH・ペンスM・モース | 1                          | 遊                         | A・エスコバー              | 右                         | Y・ベンチュラS・ペレスE・ホズマーO・インファンテM・ムスタカスA・エスコバーA・ゴードンL・ケイン青木宣親B・バトラー |
| 2                              | 二                             | J・パニック                    | 左                             | J・ピービーB・ポージーB・ベルトJ・パニックP・サンドバルB・クロフォードT・イシカワG・ブランコH・ペンスM・モース | 2                          | 右                         | 青木宣親                   | 左                         | Y・ベンチュラS・ペレスE・ホズマーO・インファンテM・ムスタカスA・エスコバーA・ゴードンL・ケイン青木宣親B・バトラー |
| 3                              | 捕                             | B・ポージー                    | 右                             | J・ピービーB・ポージーB・ベルトJ・パニックP・サンドバルB・クロフォードT・イシカワG・ブランコH・ペンスM・モース | 3                          | 中                         | L・ケイン                  | 右                         | Y・ベンチュラS・ペレスE・ホズマーO・インファンテM・ムスタカスA・エスコバーA・ゴードンL・ケイン青木宣親B・バトラー |
| 4                              | 三                             | P・サンドバル                  | 両                             | J・ピービーB・ポージーB・ベルトJ・パニックP・サンドバルB・クロフォードT・イシカワG・ブランコH・ペンスM・モース | 4                          | 一                         | E・ホズマー                | 左                         | Y・ベンチュラS・ペレスE・ホズマーO・インファンテM・ムスタカスA・エスコバーA・ゴードンL・ケイン青木宣親B・バトラー |
| 5                              | 右                             | H・ペンス                      | 右                             | J・ピービーB・ポージーB・ベルトJ・パニックP・サンドバルB・クロフォードT・イシカワG・ブランコH・ペンスM・モース | 5                          | DH                         | B・バトラー                | 右                         | Y・ベンチュラS・ペレスE・ホズマーO・インファンテM・ムスタカスA・エスコバーA・ゴードンL・ケイン青木宣親B・バトラー |
| 6                              | 一                             | B・ベルト                      | 左                             | J・ピービーB・ポージーB・ベルトJ・パニックP・サンドバルB・クロフォードT・イシカワG・ブランコH・ペンスM・モース | 6                          | 左                         | A・ゴードン                | 左                         | Y・ベンチュラS・ペレスE・ホズマーO・インファンテM・ムスタカスA・エスコバーA・ゴードンL・ケイン青木宣親B・バトラー |
| 7                              | DH                             | M・モース                      | 右                             | J・ピービーB・ポージーB・ベルトJ・パニックP・サンドバルB・クロフォードT・イシカワG・ブランコH・ペンスM・モース | 7                          | 捕                         | S・ペレス                  | 右                         | Y・ベンチュラS・ペレスE・ホズマーO・インファンテM・ムスタカスA・エスコバーA・ゴードンL・ケイン青木宣親B・バトラー |
| 8                              | 左                             | T・イシカワ                    | 左                             | J・ピービーB・ポージーB・ベルトJ・パニックP・サンドバルB・クロフォードT・イシカワG・ブランコH・ペンスM・モース | 8                          | ニ                         | O・インファンテ            | 右                         | Y・ベンチュラS・ペレスE・ホズマーO・インファンテM・ムスタカスA・エスコバーA・ゴードンL・ケイン青木宣親B・バトラー |
| 9                              | 遊                             | B・クロフォード                | 左                             | J・ピービーB・ポージーB・ベルトJ・パニックP・サンドバルB・クロフォードT・イシカワG・ブランコH・ペンスM・モース | 9                          | 三                         | M・ムスタカス              | 左                         | Y・ベンチュラS・ペレスE・ホズマーO・インファンテM・ムスタカスA・エスコバーA・ゴードンL・ケイン青木宣親B・バトラー |
| 先発投手                       | 先発投手                       | 先発投手                       | 投球                           | J・ピービーB・ポージーB・ベルトJ・パニックP・サンドバルB・クロフォードT・イシカワG・ブランコH・ペンスM・モース | 先発投手                   | 先発投手                   | 先発投手                   | 投球                       | Y・ベンチュラS・ペレスE・ホズマーO・インファンテM・ムスタカスA・エスコバーA・ゴードンL・ケイン青木宣親B・バトラー |
| J・ピービー                    | J・ピービー                    | J・ピービー                    | 右                             | J・ピービーB・ポージーB・ベルトJ・パニックP・サンドバルB・クロフォードT・イシカワG・ブランコH・ペンスM・モース | Y・ベンチュラ              | Y・ベンチュラ              | Y・ベンチュラ              | 右                         | Y・ベンチュラS・ペレスE・ホズマーO・インファンテM・ムスタカスA・エスコバーA・ゴードンL・ケイン青木宣親B・バトラー |

### 第3戦 10月24日
- AT&Tパーク（カリフォルニア州サンフランシスコ）

|                                | 1 | 2 | 3 | 4 | 5 | 6 | 7 | 8 | 9 | R | H | E |
| ------------------------------ | - | - | - | - | - | - | - | - | - | - | - | - |
| カンザスシティ・ロイヤルズ     | 1 | 0 | 0 | 0 | 0 | 2 | 0 | 0 | 0 | 3 | 6 | 0 |
| サンフランシスコ・ジャイアンツ | 0 | 0 | 0 | 0 | 0 | 2 | 0 | 0 | 0 | 2 | 4 | 0 |

1. 勝利：ジェレミー・ガスリー（1勝）
2. セーブ：グレッグ・ホランド（1S）
3. 敗戦：ティム・ハドソン（1敗）
4. 審判
［球審］ジム・レイノルズ
［塁審］一塁: テッド・バレット、二塁: ハンター・ウェンデルステット、三塁: ジェフ・ケロッグ
［外審］左翼: ジェフ・ネルソン、右翼: エリック・クーパー
5. 試合開始時刻: 太平洋夏時間（UTC-7）午後5時10分  試合時間: 3時間15分  観客: 4万3020人  気温: 67°F（19.4°C）
詳細: MLB.com Gameday / ESPN.com / Baseball-Reference.com / FanGraphs

| カンザスシティ・ロイヤルズ | カンザスシティ・ロイヤルズ | カンザスシティ・ロイヤルズ | カンザスシティ・ロイヤルズ | カンザスシティ・ロイヤルズ                                                                                      | サンフランシスコ・ジャイアンツ | サンフランシスコ・ジャイアンツ | サンフランシスコ・ジャイアンツ | サンフランシスコ・ジャイアンツ | サンフランシスコ・ジャイアンツ                                                                                |
| -------------------------- | -------------------------- | -------------------------- | -------------------------- | --- | ------------------------------ | ------------------------------ | ------------------------------ | ------------------------------ | --- |
| 打順                       | 守備                       | 選手                       | 打席                       | J・ガスリーS・ペレスE・ホズマーO・インファンテM・ムスタカスA・エスコバーA・ゴードンJ・ダイソンL・ケイン（なし） | 打順                           | 守備                           | 選手                           | 打席                           | T・ハドソンB・ポージーB・ベルトJ・パニックP・サンドバルB・クロフォードT・イシカワG・ブランコH・ペンス（なし） |
| 1                          | 遊                         | A・エスコバー              | 右                         | J・ガスリーS・ペレスE・ホズマーO・インファンテM・ムスタカスA・エスコバーA・ゴードンJ・ダイソンL・ケイン（なし） | 1                              | 中                             | G・ブランコ                    | 左                             | T・ハドソンB・ポージーB・ベルトJ・パニックP・サンドバルB・クロフォードT・イシカワG・ブランコH・ペンス（なし） |
| 2                          | 左                         | A・ゴードン                | 左                         | J・ガスリーS・ペレスE・ホズマーO・インファンテM・ムスタカスA・エスコバーA・ゴードンJ・ダイソンL・ケイン（なし） | 2                              | 二                             | J・パニック                    | 左                             | T・ハドソンB・ポージーB・ベルトJ・パニックP・サンドバルB・クロフォードT・イシカワG・ブランコH・ペンス（なし） |
| 3                          | 右                         | L・ケイン                  | 右                         | J・ガスリーS・ペレスE・ホズマーO・インファンテM・ムスタカスA・エスコバーA・ゴードンJ・ダイソンL・ケイン（なし） | 3                              | 捕                             | B・ポージー                    | 右                             | T・ハドソンB・ポージーB・ベルトJ・パニックP・サンドバルB・クロフォードT・イシカワG・ブランコH・ペンス（なし） |
| 4                          | 一                         | E・ホズマー                | 左                         | J・ガスリーS・ペレスE・ホズマーO・インファンテM・ムスタカスA・エスコバーA・ゴードンJ・ダイソンL・ケイン（なし） | 4                              | 三                             | P・サンドバル                  | 両                             | T・ハドソンB・ポージーB・ベルトJ・パニックP・サンドバルB・クロフォードT・イシカワG・ブランコH・ペンス（なし） |
| 5                          | 三                         | M・ムスタカス              | 左                         | J・ガスリーS・ペレスE・ホズマーO・インファンテM・ムスタカスA・エスコバーA・ゴードンJ・ダイソンL・ケイン（なし） | 5                              | 右                             | H・ペンス                      | 右                             | T・ハドソンB・ポージーB・ベルトJ・パニックP・サンドバルB・クロフォードT・イシカワG・ブランコH・ペンス（なし） |
| 6                          | ニ                         | O・インファンテ            | 右                         | J・ガスリーS・ペレスE・ホズマーO・インファンテM・ムスタカスA・エスコバーA・ゴードンJ・ダイソンL・ケイン（なし） | 6                              | 一                             | B・ベルト                      | 左                             | T・ハドソンB・ポージーB・ベルトJ・パニックP・サンドバルB・クロフォードT・イシカワG・ブランコH・ペンス（なし） |
| 7                          | 捕                         | S・ペレス                  | 右                         | J・ガスリーS・ペレスE・ホズマーO・インファンテM・ムスタカスA・エスコバーA・ゴードンJ・ダイソンL・ケイン（なし） | 7                              | 左                             | T・イシカワ                    | 左                             | T・ハドソンB・ポージーB・ベルトJ・パニックP・サンドバルB・クロフォードT・イシカワG・ブランコH・ペンス（なし） |
| 8                          | 中                         | J・ダイソン                | 左                         | J・ガスリーS・ペレスE・ホズマーO・インファンテM・ムスタカスA・エスコバーA・ゴードンJ・ダイソンL・ケイン（なし） | 8                              | 遊                             | B・クロフォード                | 左                             | T・ハドソンB・ポージーB・ベルトJ・パニックP・サンドバルB・クロフォードT・イシカワG・ブランコH・ペンス（なし） |
| 9                          | 投                         | J・ガスリー                | 右                         | J・ガスリーS・ペレスE・ホズマーO・インファンテM・ムスタカスA・エスコバーA・ゴードンJ・ダイソンL・ケイン（なし） | 9                              | 投                             | T・ハドソン                    | 右                             | T・ハドソンB・ポージーB・ベルトJ・パニックP・サンドバルB・クロフォードT・イシカワG・ブランコH・ペンス（なし） |
| 先発投手                   | 先発投手                   | 先発投手                   | 投球                       | J・ガスリーS・ペレスE・ホズマーO・インファンテM・ムスタカスA・エスコバーA・ゴードンJ・ダイソンL・ケイン（なし） | 先発投手                       | 先発投手                       | 先発投手                       | 投球                           | T・ハドソンB・ポージーB・ベルトJ・パニックP・サンドバルB・クロフォードT・イシカワG・ブランコH・ペンス（なし） |
| J・ガスリー                | J・ガスリー                | J・ガスリー                | 右                         | J・ガスリーS・ペレスE・ホズマーO・インファンテM・ムスタカスA・エスコバーA・ゴードンJ・ダイソンL・ケイン（なし） | T・ハドソン                    | T・ハドソン                    | T・ハドソン                    | 右                             | T・ハドソンB・ポージーB・ベルトJ・パニックP・サンドバルB・クロフォードT・イシカワG・ブランコH・ペンス（なし） |

### 第4戦 10月25日
- AT&Tパーク（カリフォルニア州サンフランシスコ）

|                                | 1 | 2 | 3 | 4 | 5 | 6 | 7 | 8 | 9 | R  | H  | E |
| ------------------------------ | - | - | - | - | - | - | - | - | - | -- | -- | - |
| カンザスシティ・ロイヤルズ     | 0 | 0 | 4 | 0 | 0 | 0 | 0 | 0 | 0 | 4  | 12 | 1 |
| サンフランシスコ・ジャイアンツ | 1 | 0 | 1 | 0 | 2 | 3 | 4 | 0 | X | 11 | 16 | 0 |

1. 勝利：ヤスメイロ・ペティット（1勝）
2. 敗戦：ブランドン・フィネガン（1敗）
3. 審判
［球審］テッド・バレット
［塁審］一塁: ハンター・ウェンデルステット、二塁: ジェフ・ケロッグ、三塁: ジェフ・ネルソン
［外審］左翼: エリック・クーパー、右翼: ジム・レイノルズ
4. 試合開始時刻: 太平洋夏時間（UTC-7）午後5時8分  試合時間: 4時間0分  観客: 4万3066人  気温: 65°F（18.3°C）
詳細: MLB.com Gameday / ESPN.com / Baseball-Reference.com / FanGraphs

| カンザスシティ・ロイヤルズ | カンザスシティ・ロイヤルズ | カンザスシティ・ロイヤルズ | カンザスシティ・ロイヤルズ | カンザスシティ・ロイヤルズ                                                                                      | サンフランシスコ・ジャイアンツ | サンフランシスコ・ジャイアンツ | サンフランシスコ・ジャイアンツ | サンフランシスコ・ジャイアンツ | サンフランシスコ・ジャイアンツ                                                                                  |
| -------------------------- | -------------------------- | -------------------------- | -------------------------- | --- | ------------------------------ | ------------------------------ | ------------------------------ | ------------------------------ | --- |
| 打順                       | 守備                       | 選手                       | 打席                       | J・バルガスS・ペレスE・ホズマーO・インファンテM・ムスタカスA・エスコバーA・ゴードンJ・ダイソンL・ケイン（なし） | 打順                           | 守備                           | 選手                           | 打席                           | R・ボーグルソンB・ポージーB・ベルトJ・パニックP・サンドバルB・クロフォードJ・ペレスG・ブランコH・ペンス（なし） |
| 1                          | 遊                         | A・エスコバー              | 右                         | J・バルガスS・ペレスE・ホズマーO・インファンテM・ムスタカスA・エスコバーA・ゴードンJ・ダイソンL・ケイン（なし） | 1                              | 中                             | G・ブランコ                    | 左                             | R・ボーグルソンB・ポージーB・ベルトJ・パニックP・サンドバルB・クロフォードJ・ペレスG・ブランコH・ペンス（なし） |
| 2                          | 左                         | A・ゴードン                | 左                         | J・バルガスS・ペレスE・ホズマーO・インファンテM・ムスタカスA・エスコバーA・ゴードンJ・ダイソンL・ケイン（なし） | 2                              | 二                             | J・パニック                    | 左                             | R・ボーグルソンB・ポージーB・ベルトJ・パニックP・サンドバルB・クロフォードJ・ペレスG・ブランコH・ペンス（なし） |
| 3                          | 右                         | L・ケイン                  | 右                         | J・バルガスS・ペレスE・ホズマーO・インファンテM・ムスタカスA・エスコバーA・ゴードンJ・ダイソンL・ケイン（なし） | 3                              | 捕                             | B・ポージー                    | 右                             | R・ボーグルソンB・ポージーB・ベルトJ・パニックP・サンドバルB・クロフォードJ・ペレスG・ブランコH・ペンス（なし） |
| 4                          | 一                         | E・ホズマー                | 左                         | J・バルガスS・ペレスE・ホズマーO・インファンテM・ムスタカスA・エスコバーA・ゴードンJ・ダイソンL・ケイン（なし） | 4                              | 右                             | H・ペンス                      | 右                             | R・ボーグルソンB・ポージーB・ベルトJ・パニックP・サンドバルB・クロフォードJ・ペレスG・ブランコH・ペンス（なし） |
| 5                          | 三                         | M・ムスタカス              | 左                         | J・バルガスS・ペレスE・ホズマーO・インファンテM・ムスタカスA・エスコバーA・ゴードンJ・ダイソンL・ケイン（なし） | 5                              | 三                             | P・サンドバル                  | 両                             | R・ボーグルソンB・ポージーB・ベルトJ・パニックP・サンドバルB・クロフォードJ・ペレスG・ブランコH・ペンス（なし） |
| 6                          | ニ                         | O・インファンテ            | 右                         | J・バルガスS・ペレスE・ホズマーO・インファンテM・ムスタカスA・エスコバーA・ゴードンJ・ダイソンL・ケイン（なし） | 6                              | 一                             | B・ベルト                      | 左                             | R・ボーグルソンB・ポージーB・ベルトJ・パニックP・サンドバルB・クロフォードJ・ペレスG・ブランコH・ペンス（なし） |
| 7                          | 捕                         | S・ペレス                  | 右                         | J・バルガスS・ペレスE・ホズマーO・インファンテM・ムスタカスA・エスコバーA・ゴードンJ・ダイソンL・ケイン（なし） | 7                              | 左                             | J・ペレス                      | 右                             | R・ボーグルソンB・ポージーB・ベルトJ・パニックP・サンドバルB・クロフォードJ・ペレスG・ブランコH・ペンス（なし） |
| 8                          | 中                         | J・ダイソン                | 左                         | J・バルガスS・ペレスE・ホズマーO・インファンテM・ムスタカスA・エスコバーA・ゴードンJ・ダイソンL・ケイン（なし） | 8                              | 遊                             | B・クロフォード                | 左                             | R・ボーグルソンB・ポージーB・ベルトJ・パニックP・サンドバルB・クロフォードJ・ペレスG・ブランコH・ペンス（なし） |
| 9                          | 投                         | J・バルガス                | 左                         | J・バルガスS・ペレスE・ホズマーO・インファンテM・ムスタカスA・エスコバーA・ゴードンJ・ダイソンL・ケイン（なし） | 9                              | 投                             | R・ボーグルソン                | 右                             | R・ボーグルソンB・ポージーB・ベルトJ・パニックP・サンドバルB・クロフォードJ・ペレスG・ブランコH・ペンス（なし） |
| 先発投手                   | 先発投手                   | 先発投手                   | 投球                       | J・バルガスS・ペレスE・ホズマーO・インファンテM・ムスタカスA・エスコバーA・ゴードンJ・ダイソンL・ケイン（なし） | 先発投手                       | 先発投手                       | 先発投手                       | 投球                           | R・ボーグルソンB・ポージーB・ベルトJ・パニックP・サンドバルB・クロフォードJ・ペレスG・ブランコH・ペンス（なし） |
| J・バルガス                | J・バルガス                | J・バルガス                | 左                         | J・バルガスS・ペレスE・ホズマーO・インファンテM・ムスタカスA・エスコバーA・ゴードンJ・ダイソンL・ケイン（なし） | R・ボーグルソン                | R・ボーグルソン                | R・ボーグルソン                | 右                             | R・ボーグルソンB・ポージーB・ベルトJ・パニックP・サンドバルB・クロフォードJ・ペレスG・ブランコH・ペンス（なし） |

### 第5戦 10月26日
- AT&Tパーク（カリフォルニア州サンフランシスコ）

|                                | 1 | 2 | 3 | 4 | 5 | 6 | 7 | 8 | 9 | R | H  | E |
| ------------------------------ | - | - | - | - | - | - | - | - | - | - | -- | - |
| カンザスシティ・ロイヤルズ     | 0 | 0 | 0 | 0 | 0 | 0 | 0 | 0 | 0 | 0 | 4  | 1 |
| サンフランシスコ・ジャイアンツ | 0 | 1 | 0 | 1 | 0 | 0 | 0 | 3 | X | 5 | 12 | 0 |

1. 勝利：マディソン・バンガーナー（2勝）
2. 敗戦：ジェームズ・シールズ（2敗）
3. 審判
［球審］ハンター・ウェンデルステット
［塁審］一塁: ジェフ・ケロッグ、二塁: ジェフ・ネルソン、三塁: エリック・クーパー
［外審］左翼: ジム・レイノルズ、右翼: テッド・バレット
4. 試合開始時刻: 太平洋夏時間（UTC-7）午後5時9分  試合時間: 3時間9分  観客: 4万3087人  気温: 67°F（19.4°C）
詳細: MLB.com Gameday / ESPN.com / Baseball-Reference.com / FanGraphs

| カンザスシティ・ロイヤルズ | カンザスシティ・ロイヤルズ | カンザスシティ・ロイヤルズ | カンザスシティ・ロイヤルズ | カンザスシティ・ロイヤルズ                                                                                      | サンフランシスコ・ジャイアンツ | サンフランシスコ・ジャイアンツ | サンフランシスコ・ジャイアンツ | サンフランシスコ・ジャイアンツ | サンフランシスコ・ジャイアンツ                                                                                    |
| -------------------------- | -------------------------- | -------------------------- | -------------------------- | --- | ------------------------------ | ------------------------------ | ------------------------------ | ------------------------------ | --- |
| 打順                       | 守備                       | 選手                       | 打席                       | J・シールズS・ペレスE・ホズマーO・インファンテM・ムスタカスA・エスコバーA・ゴードンJ・ダイソンL・ケイン（なし） | 打順                           | 守備                           | 選手                           | 打席                           | M・バンガーナーB・ポージーB・ベルトJ・パニックP・サンドバルB・クロフォードT・イシカワG・ブランコH・ペンス（なし） |
| 1                          | 遊                         | A・エスコバー              | 右                         | J・シールズS・ペレスE・ホズマーO・インファンテM・ムスタカスA・エスコバーA・ゴードンJ・ダイソンL・ケイン（なし） | 1                              | 中                             | G・ブランコ                    | 左                             | M・バンガーナーB・ポージーB・ベルトJ・パニックP・サンドバルB・クロフォードT・イシカワG・ブランコH・ペンス（なし） |
| 2                          | 左                         | A・ゴードン                | 左                         | J・シールズS・ペレスE・ホズマーO・インファンテM・ムスタカスA・エスコバーA・ゴードンJ・ダイソンL・ケイン（なし） | 2                              | 二                             | J・パニック                    | 左                             | M・バンガーナーB・ポージーB・ベルトJ・パニックP・サンドバルB・クロフォードT・イシカワG・ブランコH・ペンス（なし） |
| 3                          | 右                         | L・ケイン                  | 右                         | J・シールズS・ペレスE・ホズマーO・インファンテM・ムスタカスA・エスコバーA・ゴードンJ・ダイソンL・ケイン（なし） | 3                              | 捕                             | B・ポージー                    | 右                             | M・バンガーナーB・ポージーB・ベルトJ・パニックP・サンドバルB・クロフォードT・イシカワG・ブランコH・ペンス（なし） |
| 4                          | 一                         | E・ホズマー                | 左                         | J・シールズS・ペレスE・ホズマーO・インファンテM・ムスタカスA・エスコバーA・ゴードンJ・ダイソンL・ケイン（なし） | 4                              | 三                             | P・サンドバル                  | 両                             | M・バンガーナーB・ポージーB・ベルトJ・パニックP・サンドバルB・クロフォードT・イシカワG・ブランコH・ペンス（なし） |
| 5                          | 捕                         | S・ペレス                  | 右                         | J・シールズS・ペレスE・ホズマーO・インファンテM・ムスタカスA・エスコバーA・ゴードンJ・ダイソンL・ケイン（なし） | 5                              | 右                             | H・ペンス                      | 右                             | M・バンガーナーB・ポージーB・ベルトJ・パニックP・サンドバルB・クロフォードT・イシカワG・ブランコH・ペンス（なし） |
| 6                          | 三                         | M・ムスタカス              | 左                         | J・シールズS・ペレスE・ホズマーO・インファンテM・ムスタカスA・エスコバーA・ゴードンJ・ダイソンL・ケイン（なし） | 6                              | 一                             | B・ベルト                      | 左                             | M・バンガーナーB・ポージーB・ベルトJ・パニックP・サンドバルB・クロフォードT・イシカワG・ブランコH・ペンス（なし） |
| 7                          | ニ                         | O・インファンテ            | 右                         | J・シールズS・ペレスE・ホズマーO・インファンテM・ムスタカスA・エスコバーA・ゴードンJ・ダイソンL・ケイン（なし） | 7                              | 左                             | T・イシカワ                    | 左                             | M・バンガーナーB・ポージーB・ベルトJ・パニックP・サンドバルB・クロフォードT・イシカワG・ブランコH・ペンス（なし） |
| 8                          | 中                         | J・ダイソン                | 左                         | J・シールズS・ペレスE・ホズマーO・インファンテM・ムスタカスA・エスコバーA・ゴードンJ・ダイソンL・ケイン（なし） | 8                              | 遊                             | B・クロフォード                | 左                             | M・バンガーナーB・ポージーB・ベルトJ・パニックP・サンドバルB・クロフォードT・イシカワG・ブランコH・ペンス（なし） |
| 9                          | 投                         | J・シールズ                | 右                         | J・シールズS・ペレスE・ホズマーO・インファンテM・ムスタカスA・エスコバーA・ゴードンJ・ダイソンL・ケイン（なし） | 9                              | 投                             | M・バンガーナー                | 右                             | M・バンガーナーB・ポージーB・ベルトJ・パニックP・サンドバルB・クロフォードT・イシカワG・ブランコH・ペンス（なし） |
| 先発投手                   | 先発投手                   | 先発投手                   | 投球                       | J・シールズS・ペレスE・ホズマーO・インファンテM・ムスタカスA・エスコバーA・ゴードンJ・ダイソンL・ケイン（なし） | 先発投手                       | 先発投手                       | 先発投手                       | 投球                           | M・バンガーナーB・ポージーB・ベルトJ・パニックP・サンドバルB・クロフォードT・イシカワG・ブランコH・ペンス（なし） |
| J・シールズ                | J・シールズ                | J・シールズ                | 右                         | J・シールズS・ペレスE・ホズマーO・インファンテM・ムスタカスA・エスコバーA・ゴードンJ・ダイソンL・ケイン（なし） | M・バンガーナー                | M・バンガーナー                | M・バンガーナー                | 左                             | M・バンガーナーB・ポージーB・ベルトJ・パニックP・サンドバルB・クロフォードT・イシカワG・ブランコH・ペンス（なし） |

### 第6戦 10月28日
- カウフマン・スタジアム（ミズーリ州カンザスシティ）

|                                | 1 | 2 | 3 | 4 | 5 | 6 | 7 | 8 | 9 | R  | H  | E |
| ------------------------------ | - | - | - | - | - | - | - | - | - | -- | -- | - |
| サンフランシスコ・ジャイアンツ | 0 | 0 | 0 | 0 | 0 | 0 | 0 | 0 | 0 | 0  | 6  | 0 |
| カンザスシティ・ロイヤルズ     | 0 | 7 | 1 | 0 | 1 | 0 | 1 | 0 | X | 10 | 15 | 0 |

1. 勝利：ヨーダノ・ベンチュラ（1勝）
2. 敗戦：ジェイク・ピービー（2敗）
3. 本塁打
KC：マイク・ムスタカス1号ソロ
4. 審判
［球審］ジェフ・ケロッグ
［塁審］一塁: ジェフ・ネルソン、二塁: エリック・クーパー、三塁: ジム・レイノルズ
［外審］左翼: テッド・バレット、右翼: ハンター・ウェンデルステット
5. 試合開始時刻: 中部夏時間（UTC-5）午後7時8分  試合時間: 3時間21分  観客: 4万372人  気温: 58°F（14.4°C）
詳細: MLB.com Gameday / ESPN.com / Baseball-Reference.com / FanGraphs

| サンフランシスコ・ジャイアンツ | サンフランシスコ・ジャイアンツ | サンフランシスコ・ジャイアンツ | サンフランシスコ・ジャイアンツ | サンフランシスコ・ジャイアンツ                                                                                 | カンザスシティ・ロイヤルズ | カンザスシティ・ロイヤルズ | カンザスシティ・ロイヤルズ | カンザスシティ・ロイヤルズ | カンザスシティ・ロイヤルズ                                                                                        |
| ------------------------------ | ------------------------------ | ------------------------------ | ------------------------------ | --- | -------------------------- | -------------------------- | -------------------------- | -------------------------- | --- |
| 打順                           | 守備                           | 選手                           | 打席                           | J・ピービーB・ポージーB・ベルトJ・パニックP・サンドバルB・クロフォードT・イシカワG・ブランコH・ペンスM・モース | 打順                       | 守備                       | 選手                       | 打席                       | Y・ベンチュラS・ペレスE・ホズマーO・インファンテM・ムスタカスA・エスコバーA・ゴードンL・ケイン青木宣親B・バトラー |
| 1                              | 中                             | G・ブランコ                    | 左                             | J・ピービーB・ポージーB・ベルトJ・パニックP・サンドバルB・クロフォードT・イシカワG・ブランコH・ペンスM・モース | 1                          | 遊                         | A・エスコバー              | 右                         | Y・ベンチュラS・ペレスE・ホズマーO・インファンテM・ムスタカスA・エスコバーA・ゴードンL・ケイン青木宣親B・バトラー |
| 2                              | 二                             | J・パニック                    | 左                             | J・ピービーB・ポージーB・ベルトJ・パニックP・サンドバルB・クロフォードT・イシカワG・ブランコH・ペンスM・モース | 2                          | 右                         | 青木宣親                   | 左                         | Y・ベンチュラS・ペレスE・ホズマーO・インファンテM・ムスタカスA・エスコバーA・ゴードンL・ケイン青木宣親B・バトラー |
| 3                              | 捕                             | B・ポージー                    | 右                             | J・ピービーB・ポージーB・ベルトJ・パニックP・サンドバルB・クロフォードT・イシカワG・ブランコH・ペンスM・モース | 3                          | 中                         | L・ケイン                  | 右                         | Y・ベンチュラS・ペレスE・ホズマーO・インファンテM・ムスタカスA・エスコバーA・ゴードンL・ケイン青木宣親B・バトラー |
| 4                              | 三                             | P・サンドバル                  | 両                             | J・ピービーB・ポージーB・ベルトJ・パニックP・サンドバルB・クロフォードT・イシカワG・ブランコH・ペンスM・モース | 4                          | 一                         | E・ホズマー                | 左                         | Y・ベンチュラS・ペレスE・ホズマーO・インファンテM・ムスタカスA・エスコバーA・ゴードンL・ケイン青木宣親B・バトラー |
| 5                              | 右                             | H・ペンス                      | 右                             | J・ピービーB・ポージーB・ベルトJ・パニックP・サンドバルB・クロフォードT・イシカワG・ブランコH・ペンスM・モース | 5                          | DH                         | B・バトラー                | 右                         | Y・ベンチュラS・ペレスE・ホズマーO・インファンテM・ムスタカスA・エスコバーA・ゴードンL・ケイン青木宣親B・バトラー |
| 6                              | 一                             | B・ベルト                      | 左                             | J・ピービーB・ポージーB・ベルトJ・パニックP・サンドバルB・クロフォードT・イシカワG・ブランコH・ペンスM・モース | 6                          | 左                         | A・ゴードン                | 左                         | Y・ベンチュラS・ペレスE・ホズマーO・インファンテM・ムスタカスA・エスコバーA・ゴードンL・ケイン青木宣親B・バトラー |
| 7                              | DH                             | M・モース                      | 右                             | J・ピービーB・ポージーB・ベルトJ・パニックP・サンドバルB・クロフォードT・イシカワG・ブランコH・ペンスM・モース | 7                          | 捕                         | S・ペレス                  | 右                         | Y・ベンチュラS・ペレスE・ホズマーO・インファンテM・ムスタカスA・エスコバーA・ゴードンL・ケイン青木宣親B・バトラー |
| 8                              | 左                             | T・イシカワ                    | 左                             | J・ピービーB・ポージーB・ベルトJ・パニックP・サンドバルB・クロフォードT・イシカワG・ブランコH・ペンスM・モース | 8                          | 三                         | M・ムスタカス              | 左                         | Y・ベンチュラS・ペレスE・ホズマーO・インファンテM・ムスタカスA・エスコバーA・ゴードンL・ケイン青木宣親B・バトラー |
| 9                              | 遊                             | B・クロフォード                | 左                             | J・ピービーB・ポージーB・ベルトJ・パニックP・サンドバルB・クロフォードT・イシカワG・ブランコH・ペンスM・モース | 9                          | ニ                         | O・インファンテ            | 右                         | Y・ベンチュラS・ペレスE・ホズマーO・インファンテM・ムスタカスA・エスコバーA・ゴードンL・ケイン青木宣親B・バトラー |
| 先発投手                       | 先発投手                       | 先発投手                       | 投球                           | J・ピービーB・ポージーB・ベルトJ・パニックP・サンドバルB・クロフォードT・イシカワG・ブランコH・ペンスM・モース | 先発投手                   | 先発投手                   | 先発投手                   | 投球                       | Y・ベンチュラS・ペレスE・ホズマーO・インファンテM・ムスタカスA・エスコバーA・ゴードンL・ケイン青木宣親B・バトラー |
| J・ピービー                    | J・ピービー                    | J・ピービー                    | 右                             | J・ピービーB・ポージーB・ベルトJ・パニックP・サンドバルB・クロフォードT・イシカワG・ブランコH・ペンスM・モース | Y・ベンチュラ              | Y・ベンチュラ              | Y・ベンチュラ              | 右                         | Y・ベンチュラS・ペレスE・ホズマーO・インファンテM・ムスタカスA・エスコバーA・ゴードンL・ケイン青木宣親B・バトラー |

シリーズは2度目の移動日を挟み、舞台を西海岸のカリフォルニア州サンフランシスコから中西部のミズーリ州カンザスシティへ戻した。2日前の試合中にもたらされた、セントルイス・カージナルス外野手オスカー・タベラスの交通事故死というニュースは、まだ尾を引いていた。タベラスが生前最後に出場した試合で最後に対戦した投手が、ジャイアンツのジェレミー・アフェルトである。アフェルトは「ちょっと前に対戦したあの若い子、才能があったのにもう何も成し遂げることができないなんて、本当に心が痛んだね」と話した。また、ロイヤルズのケルビン・ヘレーラは「ついこの前ホームランを打ってたやつが今はもうこの世にいないなんて、信じられない」と語った。28日、ドミニカ共和国プエルト・プラタ州ソスアではタベラスの葬儀が営まれ、カウフマン・スタジアムでは試合前に黙祷が行われた。第6戦の先発投手は、ロイヤルズはヨーダノ・ベンチュラ、ジャイアンツはジェイク・ピービー。このポストシーズンでの成績は、ベンチュラが4試合18.1イニングで0勝0敗・防御率4.42、ピービーが3試合14.2イニングで1勝1敗・防御率3.68である。

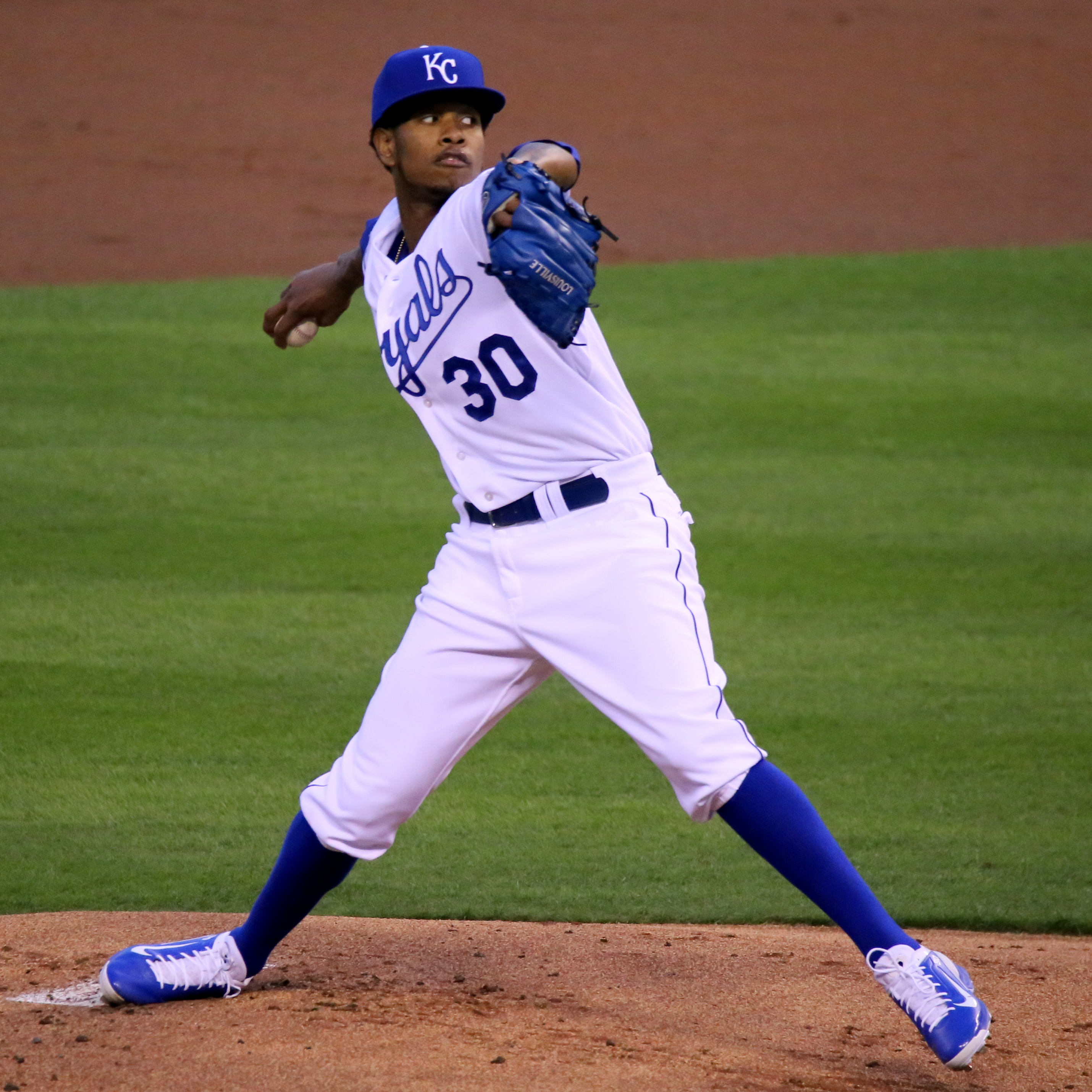
ヨーダノ・ベンチュラは2日前に友人を亡くし、強い決意を持って第6戦のマウンドに上がった（写真は2015年10月8日撮影）

ベンチュラとタベラスは同じドミニカ共和国出身ということもあってマイナーリーグ時代から仲がよく、ベンチュラが遠征時にタベラスの自宅アパートに泊めてもらったり、ベンチュラの母親がタベラスに母国料理を振る舞ったりしていたという。ベンチュラは前日「まだ気持ちの整理がついていないけど、明日の試合では持てる力の全てを尽くして、彼に捧げる投球をする」と決意を述べ、当日は帽子に "RIP O.T #18" と書き込んだほか、グラブとスパイクにも追悼の文言を入れてマウンドに上がった。初回表開始前の投球練習では、ベンチュラの投げた球はワンバウンドになったりバックネットまで届く暴投になったりして、制球難を窺わせる。しかし本人はこれを「自分の投球は速球中心の組み立てだし、相手もそれを狙ってる。だからああいう球を見せておいて、相手に『今日は変化球が多めになるかな』と思わせようとしたんだよ」と、意図を持ってやったという。試合が始まると、先頭打者グレゴール・ブランコに対しベンチュラは初球、97.2mph（約156.4km/h）のフォーシームを投げ込む。これはボールとなったものの、2球目以降も96mph（約154.5km/h）前後のフォーシームを5球続けて、最後は空振り三振に仕留めた。続くジョー・パニックの右中間への打球を中堅手ロレンゾ・ケインが好捕したこともあり、この回は三者凡退で終わる。一方のピービーはその裏、二死から3番L・ケインを四球で歩かせると、4番エリック・ホズマーにも左前打を許す。三塁コーチのマイク・ジャースリーは、左翼手トラビス・イシカワがこの打球を処理する際に転倒し、起き上がってから二塁へ返球したのを見て腕を回したが、L・ケインは三塁で止まった。ピービーは5番ビリー・バトラーに83.2mph（約133.9km/h）のカッターで遊ゴロを打たせ、この場面を乗り切った。
2回裏、ロイヤルズは先頭打者アレックス・ゴードンからの2連打で無死一・三塁とする。ジャイアンツは早くもここでヤスメイロ・ペティットにブルペンでの投球練習を始めさせたが、ロイヤルズは間髪を入れず8番マイク・ムスタカスが一塁線を破り、ゴードンを生還させて1点を先制した。さらに一死二・三塁から、1番アルシデス・エスコバーが詰まった当たりの一ゴロを放つ。一塁手ブランドン・ベルトがこの打球を捕ると、二塁手パニックが一塁カバーに入るなか、ピービーは本塁を指さした。だが三塁走者サルバドール・ペレスは動いておらず、ベルトは慌ててエスコバーにタッチしようとしたが、エスコバーが先に一塁に達しオールセーフで満塁となった。パニックは自分へ送球するよう声をあげたが、ベルトにはそれが聞こえていなかったという。続く青木宣親は4球をファウルにして粘った末、7球目を左前へ運んで適時打とした。青木は今シリーズここまで9打席無安打で悔しい思いをしており、またこの日は長女の3歳の誕生日ということもあって結果を求めていた。リードを2点に広げる一打に、ホズマーは「この回はあの打席が大きかった」と称賛し、青木は「正直、自分の安打というより、あの場面で打てたのがうれしかった」と述べた。ジャイアンツはここでピービーを諦め、Y・ペティットへ継投した。先発投手が2イニング未満で降板するのは、シリーズ史上11年ぶり64度目である。ピービーはこのイニングだけで相手のバットを3本折ったと主張し「1イニングでそれだけ折って1つもアウトにならなかったなんて今まであったかな」と首を傾げた。実際、弱い打球が安打になる割合は、この年のMLBレギュラーシーズン平均が14％だったのに対し、この試合のロイヤルズは32％と著しく高かった。

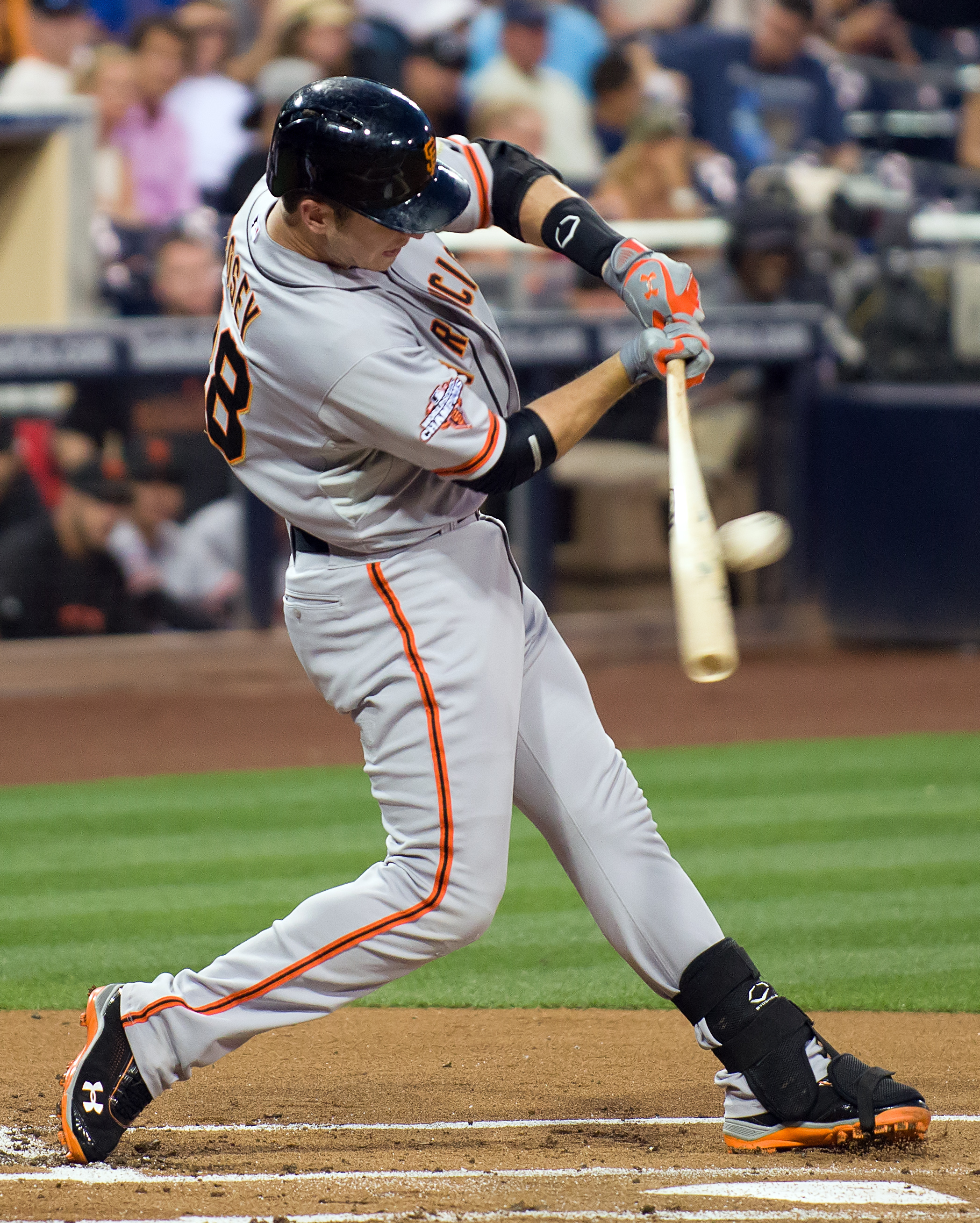
バスター・ポージーは今ポストシーズン、この日の第6戦が終了した時点で、打撃では長打なしのOPS.590と苦しんでいる（写真は2013年9月3日撮影）

Y・ペティットは救援投手として今季、レギュラーシーズンでは27試合49.0イニングで防御率1.84、ポストシーズンでは3試合12イニングで防御率0.00と好投していた。ただそのうち、登板時に前の投手が残した走者は4人しかおらず、走者を背負った場面での登板はこの日が8月23日以来2か月ぶりだった。そのY・ペティットから、ロイヤルズはさらに得点を重ねていく。まず3番L・ケインが6球目、88.9mph（約143.1km/h）のフォーシームを中前へ落とし、2走者を還して4－0とする。L・ケインには二塁手と右翼手・中堅手の間に落ちるこのような安打が多く、打球が落ちるその一帯をチームメイトは "ロケインの三角地帯" と呼んでいた。続くホズマーは4球目、89.3mph（約143.7km/h）のフォーシームを叩きつけて打球を弾ませ、遊撃手ブランドン・クロフォードの頭を越す2走者一掃の二塁打とする。ジャイアンツはこの場面で内野に前進守備をさせており、それが裏目に出た。さらに5番バトラーもフォーシームを右中間へ打ち返し、ホズマーが7点目のホームを踏んだ。これで打順が一巡したのち、ゴードンとS・ペレスがアウトとなってイニングが終わった。2回裏だけで、初球から3アウト目までには33分19秒を要した。ただ、ベンチュラにとってこの攻撃は、長い待ち時間として投球の調子を狂わせる要因となったかもしれない。3回表、ベンチュラは一死から制球を乱す。9番クロフォードへの2球目から8球連続でボールとなり、クロフォードとブランコを続けて歩かせると、2番パニックを3球で2ストライクに追い込みながら、そこからファウルで粘られた末に11球目を見極められ、3者連続四球で満塁の危機を招いた。しかし、ベンチュラが3番バスター・ポージーへの初球に97.3mph（約156.6km/h）のツーシームを投じると、ポージーはこれを引っかけて遊ゴロ併殺に倒れ、ジャイアンツの反撃機会は1球で潰えた。
ジャイアンツ監督のブルース・ボウチーは「あのビッグイニングで試合の行方は決まった」と振り返り、残りのイニングは翌日の最終第7戦を見据えての采配とした。投手起用では、3回裏からの3イニングをジーン・マチー、6回裏からの2イニングをハンター・ストリックランド、そして8回裏はライアン・ボーグルソンに投げさせた。この3投手はいずれも、今ポストシーズンの防御率が7点超だった。彼らが敗戦処理をこなしたことでジャイアンツはアフェルト、ハビアー・ロペスやセルジオ・ロモ、そして抑え投手サンティアゴ・カシーヤを温存できた。第5戦ではマディソン・バンガーナーが完投していたので、少なくとも3日間この4投手は肩を休めたことになる。今ポストシーズンでフル出場中だった捕手のポージーも、7回裏の守備からベンチに下げた。一方、ロイヤルズはベンチュラが4回以降も相手打線を封じていく。この日のベンチュラはストライク率58％・5与四球と、制球は荒れ気味だった。ただ、全100球のうち球速95mph（約152.9km/h）超が64球、100mph（約160.9km/h）超が4球と、速球主体の投球で相手打線を沈黙させた。球威は試合終盤でも衰えず、100mph超の4球のうち2球は、7回表に7番マイケル・モースへ投じられたものだった。100.1mph（約161.1km/h）のフォーシームでモースを遊ゴロに仕留めたあと、四球と安打で二死一・二塁となるが、最後は1番ブランコをこの日の100球目、97.5mph（約156.9km/h）のツーシームで三邪飛に打ち取り、ベンチュラは7回無失点で役目を終えた。その後、8回表はジェイソン・フレイザーが、9回表はティム・コリンズが、それぞれ無失点で抑えてロイヤルズが10－0で勝利を決めた。これによりロイヤルズも相手と同様、ヘレーラやウェイド・デービス、抑え投手グレッグ・ホランドを休ませることができた。
ポージーは試合後、投手を消耗させずに済んだという意味ではこの大敗にも収穫があったか、と記者から問われ「ああ、確かにそれはいいことだ」と同意した。ベンチュラについては「彼はしびれるような球を持っている」と脱帽した。ベンチュラが許した3安打のうちの1本は、2回表にハンター・ペンスが放った二塁打である。そのペンスも「あれだけの球があれば、細かいコントロールなんかいらないな」と、ベンチュラを高く評価した。試合終了後、ベンチュラはドミニカ共和国の国旗を羽織ってフィールドに入っており、ホズマーは「今夜のあいつは国を背負って投げてたんだな」と述べた。ベンチュラは会見場にも国旗を持ち込み「この機会を与えてくださった主に感謝したい。良き友人だったオスカー・タベラスにこの試合は捧げられた」「オスカーがまだ生きていたら、きっとすごく喜んでくれただろうし誇りに思ってくれたと思う」と話した。しかし、この試合から2年3か月後の2017年1月22日にベンチュラも、ドミニカ共和国モンセニョール・ノウエル州フアン・アドリアン近郊の高速道路で交通事故により死亡することとなる。

### 第7戦 10月29日
- カウフマン・スタジアム（ミズーリ州カンザスシティ）

|                                | 1 | 2 | 3 | 4 | 5 | 6 | 7 | 8 | 9 | R | H | E |
| ------------------------------ | - | - | - | - | - | - | - | - | - | - | - | - |
| サンフランシスコ・ジャイアンツ | 0 | 2 | 0 | 1 | 0 | 0 | 0 | 0 | 0 | 3 | 8 | 1 |
| カンザスシティ・ロイヤルズ     | 0 | 2 | 0 | 0 | 0 | 0 | 0 | 0 | 0 | 2 | 6 | 0 |

1. 勝利：ジェレミー・アフェルト（1勝）
2. セーブ：マディソン・バンガーナー（2勝1S）
3. 敗戦：ジェレミー・ガスリー（1勝1敗）
4. 審判
［球審］ジェフ・ネルソン
［塁審］一塁: エリック・クーパー、二塁: ジム・レイノルズ、三塁: テッド・バレット
［外審］左翼: ハンター・ウェンデルステット、右翼: ジェフ・ケロッグ
5. 試合開始時刻: 中部夏時間（UTC-5）午後7時11分  試合時間: 3時間10分  観客: 4万535人  気温: 55°F（12.8°C）
詳細: MLB.com Gameday / ESPN.com / Baseball-Reference.com / FanGraphs

| サンフランシスコ・ジャイアンツ | サンフランシスコ・ジャイアンツ | サンフランシスコ・ジャイアンツ | サンフランシスコ・ジャイアンツ | サンフランシスコ・ジャイアンツ                                                                               | カンザスシティ・ロイヤルズ | カンザスシティ・ロイヤルズ | カンザスシティ・ロイヤルズ | カンザスシティ・ロイヤルズ | カンザスシティ・ロイヤルズ                                                                                      |
| ------------------------------ | ------------------------------ | ------------------------------ | ------------------------------ | --- | -------------------------- | -------------------------- | -------------------------- | -------------------------- | --- |
| 打順                           | 守備                           | 選手                           | 打席                           | T・ハドソンB・ポージーB・ベルトJ・パニックP・サンドバルB・クロフォードJ・ペレスG・ブランコH・ペンスM・モース | 打順                       | 守備                       | 選手                       | 打席                       | J・ガスリーS・ペレスE・ホズマーO・インファンテM・ムスタカスA・エスコバーA・ゴードンL・ケイン青木宣親B・バトラー |
| 1                              | 中                             | G・ブランコ                    | 左                             | T・ハドソンB・ポージーB・ベルトJ・パニックP・サンドバルB・クロフォードJ・ペレスG・ブランコH・ペンスM・モース | 1                          | 遊                         | A・エスコバー              | 右                         | J・ガスリーS・ペレスE・ホズマーO・インファンテM・ムスタカスA・エスコバーA・ゴードンL・ケイン青木宣親B・バトラー |
| 2                              | 二                             | J・パニック                    | 左                             | T・ハドソンB・ポージーB・ベルトJ・パニックP・サンドバルB・クロフォードJ・ペレスG・ブランコH・ペンスM・モース | 2                          | 右                         | 青木宣親                   | 左                         | J・ガスリーS・ペレスE・ホズマーO・インファンテM・ムスタカスA・エスコバーA・ゴードンL・ケイン青木宣親B・バトラー |
| 3                              | 捕                             | B・ポージー                    | 右                             | T・ハドソンB・ポージーB・ベルトJ・パニックP・サンドバルB・クロフォードJ・ペレスG・ブランコH・ペンスM・モース | 3                          | 中                         | L・ケイン                  | 右                         | J・ガスリーS・ペレスE・ホズマーO・インファンテM・ムスタカスA・エスコバーA・ゴードンL・ケイン青木宣親B・バトラー |
| 4                              | 三                             | P・サンドバル                  | 両                             | T・ハドソンB・ポージーB・ベルトJ・パニックP・サンドバルB・クロフォードJ・ペレスG・ブランコH・ペンスM・モース | 4                          | 一                         | E・ホズマー                | 左                         | J・ガスリーS・ペレスE・ホズマーO・インファンテM・ムスタカスA・エスコバーA・ゴードンL・ケイン青木宣親B・バトラー |
| 5                              | 右                             | H・ペンス                      | 右                             | T・ハドソンB・ポージーB・ベルトJ・パニックP・サンドバルB・クロフォードJ・ペレスG・ブランコH・ペンスM・モース | 5                          | DH                         | B・バトラー                | 右                         | J・ガスリーS・ペレスE・ホズマーO・インファンテM・ムスタカスA・エスコバーA・ゴードンL・ケイン青木宣親B・バトラー |
| 6                              | 一                             | B・ベルト                      | 左                             | T・ハドソンB・ポージーB・ベルトJ・パニックP・サンドバルB・クロフォードJ・ペレスG・ブランコH・ペンスM・モース | 6                          | 左                         | A・ゴードン                | 左                         | J・ガスリーS・ペレスE・ホズマーO・インファンテM・ムスタカスA・エスコバーA・ゴードンL・ケイン青木宣親B・バトラー |
| 7                              | DH                             | M・モース                      | 右                             | T・ハドソンB・ポージーB・ベルトJ・パニックP・サンドバルB・クロフォードJ・ペレスG・ブランコH・ペンスM・モース | 7                          | 捕                         | S・ペレス                  | 右                         | J・ガスリーS・ペレスE・ホズマーO・インファンテM・ムスタカスA・エスコバーA・ゴードンL・ケイン青木宣親B・バトラー |
| 8                              | 遊                             | B・クロフォード                | 左                             | T・ハドソンB・ポージーB・ベルトJ・パニックP・サンドバルB・クロフォードJ・ペレスG・ブランコH・ペンスM・モース | 8                          | 三                         | M・ムスタカス              | 左                         | J・ガスリーS・ペレスE・ホズマーO・インファンテM・ムスタカスA・エスコバーA・ゴードンL・ケイン青木宣親B・バトラー |
| 9                              | 左                             | J・ペレス                      | 右                             | T・ハドソンB・ポージーB・ベルトJ・パニックP・サンドバルB・クロフォードJ・ペレスG・ブランコH・ペンスM・モース | 9                          | ニ                         | O・インファンテ            | 右                         | J・ガスリーS・ペレスE・ホズマーO・インファンテM・ムスタカスA・エスコバーA・ゴードンL・ケイン青木宣親B・バトラー |
| 先発投手                       | 先発投手                       | 先発投手                       | 投球                           | T・ハドソンB・ポージーB・ベルトJ・パニックP・サンドバルB・クロフォードJ・ペレスG・ブランコH・ペンスM・モース | 先発投手                   | 先発投手                   | 先発投手                   | 投球                       | J・ガスリーS・ペレスE・ホズマーO・インファンテM・ムスタカスA・エスコバーA・ゴードンL・ケイン青木宣親B・バトラー |
| T・ハドソン                    | T・ハドソン                    | T・ハドソン                    | 右                             | T・ハドソンB・ポージーB・ベルトJ・パニックP・サンドバルB・クロフォードJ・ペレスG・ブランコH・ペンスM・モース | J・ガスリー                | J・ガスリー                | J・ガスリー                | 右                         | J・ガスリーS・ペレスE・ホズマーO・インファンテM・ムスタカスA・エスコバーA・ゴードンL・ケイン青木宣親B・バトラー |

## セレモニー
試合前のアメリカ合衆国国歌『星条旗』独唱・重唱・演奏と始球式、およびセブンス・イニング・ストレッチにおける『ゴッド・ブレス・アメリカ』独唱を行った人物・グループは、それぞれ以下の通り。
| 試合  | 国歌独唱・重唱・演奏                                                | 始球式                                                                                            | 始球式                   | 『ゴッド・ブレス・アメリカ』独唱                         |
| 試合  | 国歌独唱・重唱・演奏                                                | 投手役                                                                                            | 捕手役                   | 『ゴッド・ブレス・アメリカ』独唱                         |
| ----- | ------------------------------------------------------------------- | ------------------------------------------------------------------------------------------------- | ------------------------ | -------------------------------------------------------- |
| 第1戦 | トリーシャ・イヤウッド                                              | ペドロ・ソテロ （アメリカ陸軍二等軍曹）                                                           | ジェレミー・ガスリー     | ジェネラルド・ウィルソン （元アメリカ海軍一等兵曹）      |
| 第2戦 | フィリップ・フィリップス                                            | ジョージ・ブレット                                                                                | ジョン・ワーザン         | リチャード・ギブソン （アメリカ海兵隊伍長）              |
| 第3戦 | リトル・ビッグ・タウン                                              | フランク・バーク （ナ・リーグ優勝決定戦最終戦でT・イシカワの サヨナラ本塁打を捕球した男性ファン） | トラビス・イシカワ       | スティーブン・パウエル （アメリカ海軍一等兵曹）          |
| 第4戦 | カルロス・サンタナ［ギター］、 サルバドール・サンタナ［キーボード］ | モネ・デービス                                                                                    | アンドリュー・スーサック | ペドロ・アントニオ・アレマン3世 （アメリカ陸軍二等軍曹） |
| 第5戦 | アーロン・ルイス （ステインド）                                     | ザック・ウィリアムズ （ロビン・ウィリアムズの息子）                                               | ビリー・クリスタル       | ミシェル・ドゥーリトル （アメリカ空軍一等空兵）          |
| 第6戦 | カンザスシティ交響楽団                                              | チャールズ・C・ヘイグマイスター （元アメリカ陸軍中佐、名誉勲章受章者）                            | クリスチャン・コローン   | アンジー・ジョンソン （テネシー空軍州兵）                |
| 第7戦 | ジョイス・ディドナート                                              | ブレット・セイバーヘイゲン                                                                        | クリスチャン・コローン   | ジェニファー・シャーマン （アメリカ空軍曹長）            |

第5戦の試合前に登場したアーロン・ルイスが、国歌の歌詞を間違えるという失態を犯した。"at the twilight's last gleaming" と歌うべきところでルイスは、のちに出てくる同じメロディ部分の歌詞 "were so gallantly streaming" を先に歌ってしまった。試合の翌日、ルイスは自身のウェブサイトに「申し訳ないという他なく、国民の皆様に許しを請いたいです。緊張のあまりあのような事態を起こしてしまい、完膚なきまでに打ちのめされています」と謝罪声明を出した。ルイスは、クリスティーナ・アギレラが2011年2月にアメリカンフットボールのNFL・第45回スーパーボウルで国歌の歌詞を間違えた際には「国歌をあんなクソみたいな歌い方するほど自分に酔えるなんて、どんな神経してんだか。論ずるに値しない歌がこの国の歴史上ただ1曲だけあるとすれば、あれがまさにそうだ」と痛烈に批判していた。

## テレビ中継

### アメリカ合衆国
アメリカ合衆国におけるテレビ中継はFOXが放送した。実況はジョー・バックが、解説はハロルド・レイノルズとトム・バードゥッチが、フィールドリポートはエリン・アンドリュースとケン・ローゼンタールが、それぞれ務めた。解説は、2000年以降はティム・マッカーバーがひとりで行っていたが、その彼が前年限りで全米中継から身を引いたため、今回からはレイノルズとバードゥッチの2人態勢となった。また試合前にはケビン・バークハート進行のコーナーがあり、ゲスト出演したクリーブランド・インディアンス内野手のニック・スウィッシャーとボストン・レッドソックス指名打者のデビッド・オルティーズ、解説のフランク・トーマスとゲーブ・キャプラーが試合の見所などを語った（オルティーズは最初の2試合のみの出演）。FOXがスポンサー企業に販売したCM放送枠の価格は30秒あたり52万ドルと推定され、今シリーズ7試合でFOXが得た広告収入は総額2億5700万ドルにのぼったとみられる。
シリーズ開幕日は、2007年から7年間は水曜日に設定されていたが、今回から火曜日に変更された。ワールドシリーズが火曜日に開幕するのは、1990年以来24年ぶりである。こうすることにより、他局によるアメリカンフットボールのNFL中継と放送時間が重なる日数を少なくすることができる。その結果、今シリーズ7試合のうちNFL中継が裏番組として放送されたのは、10月26日だけだった。視聴者数は、シリーズ第5戦中継の1260万人に対しNBC『サンデーナイトフットボール』は1880万で、NFL中継に軍配が上がっている。
全7試合の平均視聴率は8.2%で、前年から0.7ポイント下降した。シリーズを通しての、全米および出場両チームの本拠地都市圏における視聴率等は以下の通り。
| 試合  | 日付           | 全米   | 全米         | 全米            | 全米   | 全米     | カリフォルニア州 サンフランシスコ | カリフォルニア州 サンフランシスコ | ミズーリ州 / カンザス州 カンザスシティ | ミズーリ州 / カンザス州 カンザスシティ |
| 試合  | 日付           | 視聴率 |              |                 | 占拠率 | 視聴者数 | カリフォルニア州 サンフランシスコ | カリフォルニア州 サンフランシスコ | ミズーリ州 / カンザス州 カンザスシティ | ミズーリ州 / カンザス州 カンザスシティ |
| 試合  | 日付           | 視聴率 | 前年との比較 | 前年との比較    | 占拠率 | 視聴者数 | カリフォルニア州 サンフランシスコ | カリフォルニア州 サンフランシスコ | ミズーリ州 / カンザス州 カンザスシティ | ミズーリ州 / カンザス州 カンザスシティ |
| 試合  | 日付           | 視聴率 | 前年視聴率   | 変動            | 占拠率 | 視聴者数 | 視聴率                            | 占拠率                            | 視聴率                                 | 占拠率                                 |
| ----- | -------------- | ------ | ------------ | --------------- | ------ | -------- | --------------------------------- | --------------------------------- | -------------------------------------- | -------------------------------------- |
| 第1戦 | 10月21日（火） | 7.3%   | 8.6%         | 1.3ポイント下降 | 12%    | 1220万人 | 29.3%                             | 50%                               | 48.2%                                  | 68%                                    |
| 第2戦 | 10月22日（水） | 7.9%   | 8.3%         | 0.4ポイント下降 | 14%    | 1290万人 | 28.7%                             | 50%                               | 49.6%                                  | 71%                                    |
| 第3戦 | 10月24日（金） | 7.2%   | 7.4%         | 0.2ポイント下降 | 13%    | 1210万人 | 26.4%                             | 50%                               | 49.0%                                  | 72%                                    |
| 第4戦 | 10月25日（土） | 6.3%   | 9.4%         | 3.1ポイント下降 | 12%    | 1070万人 | 28.9%                             | 54%                               | 43.6%                                  | 67%                                    |
| 第5戦 | 10月26日（日） | 7.3%   | 8.9%         | 1.6ポイント下降 | 12%    | 1260万人 | 34.1%                             | 58%                               | 48.0%                                  | 64%                                    |
| 第6戦 | 10月28日（火） | 8.1%   | 11.3%        | 3.2ポイント下降 | 13%    | 1340万人 | 27.7%                             | 48%                               | 54.6%                                  | 72%                                    |
| 第7戦 | 10月29日（水） | 13.7%  | （なし）     | （なし）        | 23%    | 2350万人 | 38.8%                             | 64%                               | 58.3%                                  | 77%                                    |
| 平均  | 平均           | 8.2%   | 8.9%         | 0.7ポイント下降 | 14%    | 1380万人 | 不明                              | 不明                              | 不明                                   | 不明                                   |

### 日本
日本での生中継の放送は、日本放送協会（NHK）の衛星放送チャンネル "BS1" で行われた。実況は塚本貴之が、解説は武田一浩と田口壮が務めた。